# Gérald Hardy-Dessources
Gérald Hardy-Dessources (Fort-de-France, 9 febbraio 1983) è un pallavolista francese.
Gioca nel ruolo di centrale nel Rennes.

## Carriera
Gérald Hardy-Dessources inizia la propria carriera nelle giovanili del Good Luck de Fort-de-France, nel 2007, in Martinica; nel 1999 si trasferisce in Francia, dove gioca prima per il Jeunes de Saint-Augustin Bordeaux Volley-Ball e poi, dal 2000, per il Centre National de Volley-Ball, sempre nelle formazioni giovanili: in questo periodo fa parte delle nazionali giovanili, con cui vince la medaglia di bronzo al campionato europeo under 19 2001 e quella d'argento al campionato europeo under 20 2002.
L'esordio nella pallavolo professionistica avviene nella stagione 2003-2004 quando viene ingaggiato dal Tours Volley-Ball, in Pro A: resta legato al club per quattro annate aggiudicandosi uno scudetto, due coppe di Francia, una Supercoppa francese ed una Champions League, nell'edizione 2004-05; nel 2005 ottiene le prime convocazioni nella nazionale francese.
Nella stagione 2007-08 veste la maglia dell'Association Sportive Cannes Volley-Ball (maschile), dove resta per quattro campionati, per poi passare alla Top Volley di Latina, nella Serie A1 italiana, per la stagione 2011-12.
Nell'annata 2012-13 torna nuovamente nella squadra di Tours, con cui si aggiudica la Supercoppa francese 2012, due coppe nazionali e due campionati. Nella stagione 2014-15 si accasa al Rennes, in Ligue B, con cui conquista, al termine della stagione 2016-17, la promozione in Ligue A, categoria dove milita con lo stesso club dall'annata 2017-18.

## Palmarès

### Club
- Campionato francese: 3

2003-04, 2012-13, 2013-14
- Coppa di Francia: 4

2004-05, 2005-06, 2012-13, 2013-14
- Supercoppa francese: 2

2005, 2012
- Champions League: 1

2004-05

### Nazionale (competizioni minori)
- Campionato europeo under 19 2001
- Campionato europeo under 20 2002